# Moray Coast Trail

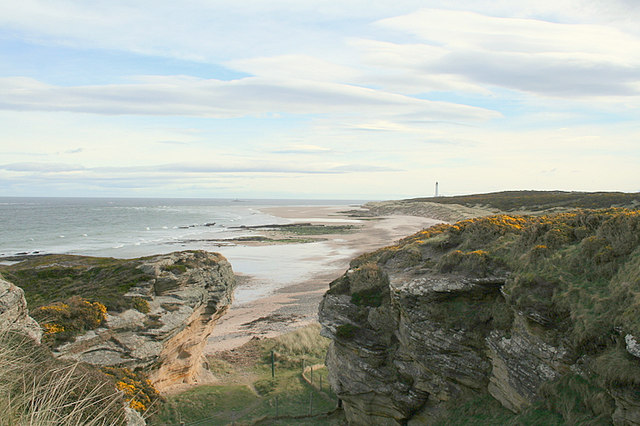

De Moray Coast Trail is een langeafstandswandelpad (Great Trail) in Schotland. Het pad is 72 kilometer lang en loopt van Forres tot Cullen.